# حفل توزيع جوائز الأوسكار السبعون
أقيم حفل توزيع جوائز الأوسكار السبعون في 23 مارس 1998، في قاعة مزار في لوس أنجلوس في كاليفورنيا ، الولايات المتحدة الأمريكية. قدم الحفل بيلي كريستال

## روابط خارجية
- حفل توزيع جوائز الأوسكار السبعون على موقع IMDb (الإنجليزية)
- حفل توزيع جوائز الأوسكار السبعون على موقع ميوزك برينز (الإنجليزية)